# Aerangis alcicornis
Aerangis alcicornis är en orkidéart som först beskrevs av Heinrich Gustav Reichenbach och fick sitt nu gällande namn av Leslie Andrew Garay. 
Aerangis alcicornis ingår i släktet Aerangis och familjen orkidéer. Inga underarter finns listade i Catalogue of Life.